# فلمینگهم
فلمینگهم (به انگلیسی: Felmingham) یک روستا و محله مدنی در بریتانیا است که در North Norfolk واقع شده‌است. فلمینگهم ۷٫۶۸ کیلومتر مربع مساحت و ۵۶۱ نفر جمعیت دارد.